# Pterolophia flavopicta
Pterolophia flavopicta là một loài bọ cánh cứng trong họ Cerambycidae.